# Jacques Restout
Pour les articles homonymes, voir Restout.
Jacques Restout, né à Caen vers 1650 et mort vers 1701, est un peintre et graveur français.
On sait peu de choses de lui. Fils de Marc Restout, de l’illustre famille des peintres Restout, il est l’élève de Le Tellier de Vernon. Religieux prémontré, il prononce ses vœux à l'abbaye d'Ardenne le 25 juillet 1677. Entre 1683 et 1687, il se trouve à l'abbaye de Silly, où il donne le dessin du grand retable et peint plusieurs tableaux d'autel. Il est ensuite nommé prieur de l’abbaye champenoise de Moncetz.
Il a laissé un ouvrage intitulé La Réforme de la Peinture, ainsi que trois ouvrages à l'état de manuscrit :  un Traité de l’harmonie des couleurs comparée à l'harmonie des sons, ainsi que deux traductions, l'une de Pausanias et l'autre du  Traité sur la peinture des Anciens de Franciscus Junius le Jeune.

## Publication
- La Réforme de la Peinture, Caen, Jean Briard, 1681. Réédition : Genève, Minkoff, 1973.